# Cartel dos Beltrán-Leyva
O Cartel dos Beltrán-Leyva (Organização Beltrán Leyva ou BLO ) (em castelhano:  Cártel de los Beltrán Leyva ou CBL) foi um cartel de drogas mexicano e sindicato do crime organizado, liderado pelos cinco irmãos Beltrán Leyva: Marcos Arturo, Carlos, Alfredo, Mario Alberto e Héctor. Criado originalmente como um ramo do Cartel de Sinaloa, o Cartel Beltrán Leyva foi responsável pelo transporte e venda de cocaína, pela produção e venda de maconha, e pela produção e venda de heroína. Controlava inúmeros corredores do tráfico de drogas, e estava envolvido em tráfico de seres humanos, lavagem de dinheiro, extorsão, sequestro, assassinato e tráfico de armas. 
O cartel efetivamente se infiltrou nas fileiras de vários órgãos do governo mexicano e até mesmo na Interpol do México. Seu último líder conhecido, Héctor Beltrán Leyva, foi preso em outubro de 2014, tendo tido uma recompensa de milhões de dólares colocados sobre ele pelos governos tanto dos Estados Unidos como do México.  Em 11 de agosto de 2011, a captura de um dos ex-tenentes top do cartel,  chamado de "o último elo Beltran-Leyva de qualquer importância", levou as autoridades mexicanas a declarar o cartel dissolvido e extinto.